# Gepefrine
Gepefrine (INN; tên thương mại Pressionorm và Wintonin), hay còn gọi là 3-hydroxyamphetamine, meta -hydroxyamphetamine,  và α-methyl- -tyramine meta, là một tác nhân chống hạ huyết áp hoặc thần kinh giao cảm của họ amphetamine được đưa ra thị trường trong một số châu Âu các nước.
Nó là một chất chuyển hóa được biết đến của amphetamine ở chuột.